# Кличкинское городское поселение
Кличкинское городско́е поселе́ние — муниципальное образование в Приаргунском районе Забайкальского края Российской Федерации.
Административный центр — пгт Кличка.
24 июля 2020 года упразднено в связи с преобразованием Приаргунского муниципального района в муниципальный округ.

## История
Статус и границы городского поселения установлены Законом Читинской области от 19 мая 2004 года «Об установлении границ, наименований вновь образованных муниципальных образований и наделении их статусом сельского, городского поселения в Читинской области».

## Население
| 2009  | 2010  | 2011  | 2012  | 2013  | 2014  | 2015  |
| ----- | ----- | ----- | ----- | ----- | ----- | ----- |
| 2226  | ↘1786 | ↘1761 | ↘1674 | ↘1612 | ↘1568 | ↘1503 |
| 2016  | 2017  | 2018  | 2019  | 2020  |       |       |
| ↘1464 | ↘1414 | ↘1316 | ↘1241 | ↘1177 |       |       |

## Состав городского поселения
| № | Населённый пункт | Тип населённого пункта      | Население |
| - | ---------------- | --------------------------- | --------- |
| 1 | Кличка           | пгт, административный центр | ↘1134     |